# Sfințirea Mare a Apei
Sfințirea Mare a Apei sau Agheasma Mare (în greacă Μεγάλος Ἀγιασμός) este una din slujbele ritului bizantin.

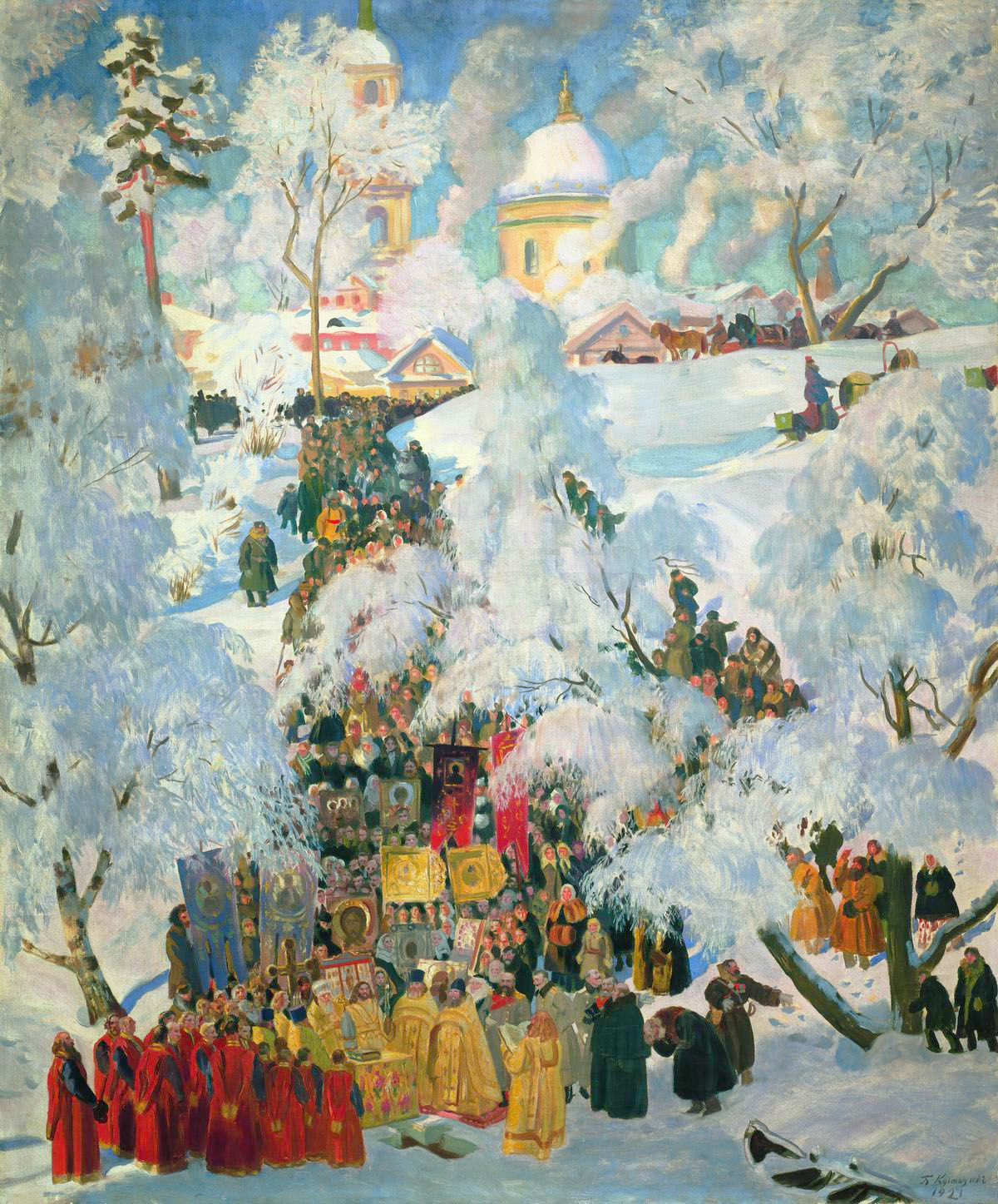
Boris Kustodiev, Sfințirea Mare a Apei (1921)

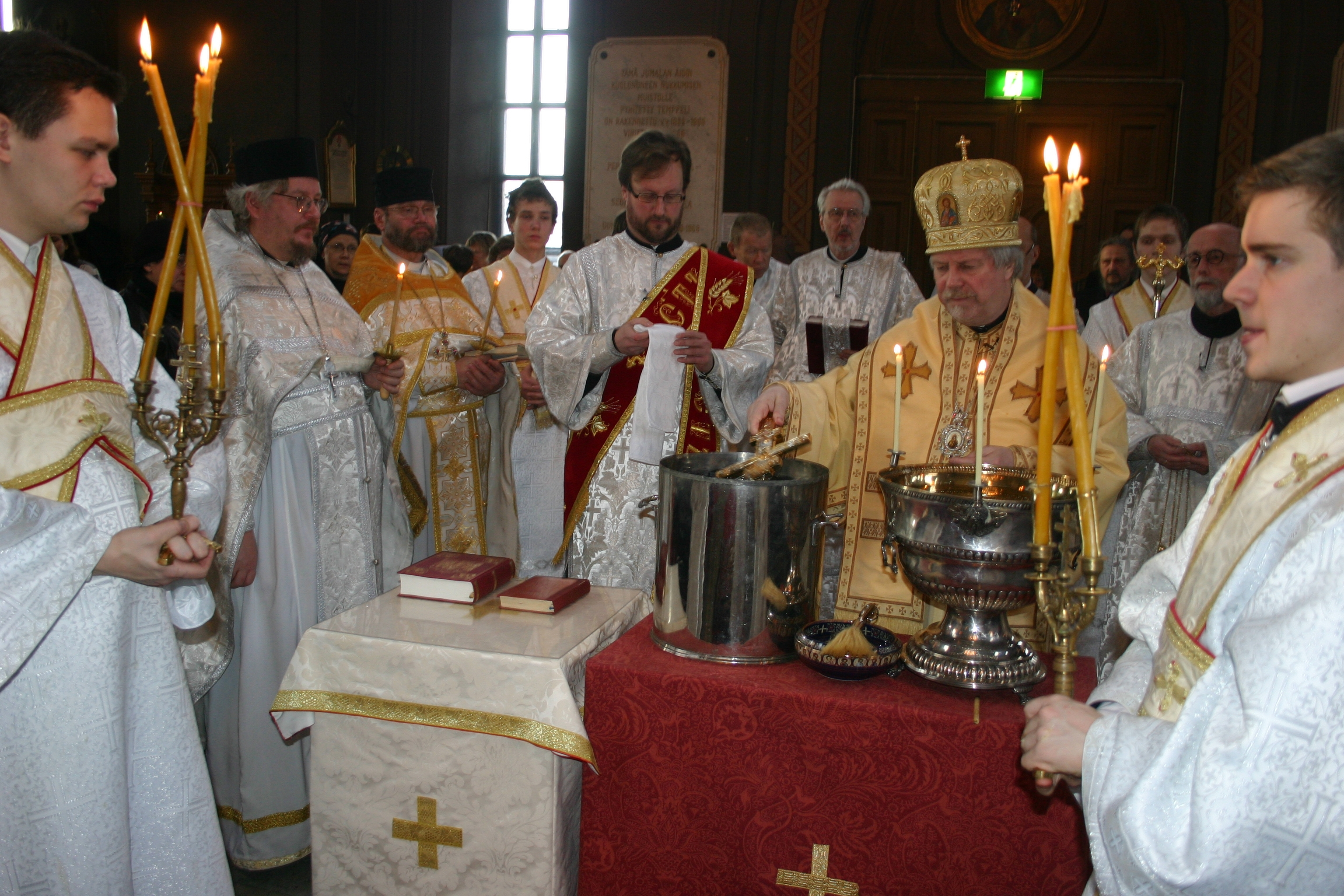
Sfințirea Mare a Apei în Catedrala Uspenski din Helsinki (2009)

## Dicționar
Cuvântul a intrat în limba română fie pe filiera limbii slavone (sl. agiazma), fie pe filiera limbii (neo-)grecești (ngr. Αγιασμα - agiásma). Deși toate dicționarele românești dau ca termen principal „agheasmă", mai multe forme circulă în limba vorbită, în funcție de regiune (ceea ce ar arăta că: 1. termenul este relativ recent în limbă; 2. a putut pătrunde pe două filiere diferite): aghiasmă, agheazmă, aghiazmă.
Vasul liturgic de metal în care se ține agheasma se numește agheasmatar.

## Dicționar liturgic grec
Termenul αγιασμα înseamnă deopotrivă și lucrarea de sfințire a apei, și rezultatul ei, apa sfințită.

## Folosirea apei
Scriptura spune "că pământul s-a închegat, la cuvântul Domnului, din apă și prin apă" (II Petru, 3, 5). Tot cu ajutorul apei "și prin apă", care e și materia Tainei botezului, Dumnezeu a creat din nou lumea, care s-a regenerat, s-a născut de sus, din nou, "din apă și din Duh" (Ioan, 3, 3, 5). Așadar apa, ca element fundamental al Creației, fiindcă se folosește la spălarea și curățirea fizică a trupului uman sau a celorlalte corpuri materiale, este asociată și lucrării de curățire spirituală, de spălare a urmelor lăsate de păcatele și fărădelegile oamenilor. Lucrarea aceasta se face în primul rând prin apa Botezului, și apoi prin aghiazmă.

## Sfințirea apei
Cel mai des săvâșită și folosită este agheasma mică, sau sfințirea mică a apei, care se numește sfeștanie. Ea se numește și „luminare” sau „slujba luminilor”, pentru că la început se înțelegea prin ea apa sfințită de la slujba botezului. Botezurile se făceau la Paști și la Bobotează, amândouă sărbători ale luminii (Boboteaza mai este numită și "ziua luminilor, sau a luminării").

## Temeiuri scripturistice
Temeiul scripturistic al aghiazmei se află în însăși pericopa Evangheliei care se citește la sfeștanie (Ioan, 5, 1-4). Aici se amintește de vindecarea slăbănogului care zăcea de 38 de ani, așteptând la scăldătoarea Vitezda tulburarea apei de îngerul Domnului care cobora o dată în an ; acolo l-a găsit Mântuitorul Hristos și l-a tămăduit. Lucrarea pe care o făcea îngerul atunci o face de atunci încoace necontenit harul Domnului, prin apa sfințită de preoții Bisericii, ori de câte ori este nevoie, după invocarea Duhului Sfânt asupra ei.
Puterea lucrătoare a aghiazmei și un alt temei al ei sunt amintite de pericopa Apostolului care se citește atunci (Evr., 2, 11-18), ca și de ectenia și rugăciunea de sfințire. In Apostol se spune că (Hristos) "Cel ce sfințește, și cei ce se sfințesc (credincioșii), dintr-Unul sunt toți; de aceea nu se rușinează să-i numească pe ei frați" (2, 11). Aceasta înseamnă că Dumnezeu ne-a înfiat prin Duhul Fiului Său revărsat în inimile noastre (Gal., 4, 6), ne-a făcut frații Lui, ne-a înfrățit prin harul apei botezului cu Mântuitorul pentru ca astfel să biruim pe satana, cum l-a surpat El prin moartea Sa (2, 14).
De asemenea, și din ectenia care urmează citirii Evangheliei și din rugăciunea de sfințire a apei, care reproduc ideea Apostolului și Evangheliei, se înțelege că Duhul Sfânt invocat sfințeste apa, care devine sfințitoare, tămăduitoare de boli și cu putere de a alunga demoni. Căci rostim în ectenia de la Aghiazma mare: "Pentru ca să se zdrobească satana sub picioarele noastre și să se risipească tot sfatul viclean pornit asupra noastră" (Molitfelnic).
Apa sfințită, din care beau credincioșii și cu care preotul îi stropește - și apoi merge și botează și casele lor, capătă acea putere tămăduitoare de boli, care alungă și diavoli, stricând lucrările lor (cf. I Ioan,. 3, 8), cum au făcut Mântuitorul și apostolii.

## Istoric religios
Sfințirea apei s-a practicat de la început, din prima zi a existenței Bisericii, susținând curățirea de toate păcatele, prin botez, a unui mare număr de creștini (Fapte, 2, 41 ; 4, 4). Căci așa citim la sfințirea apei la botez : "și-i dă ei (apei) darul izbăvirii, binecuvântarea Iordanului, fă-o (Doamne) izvor de nestricăciune, dar de sfințenie, dezlegare de păcate, vindecare de boli, dracilor pierire, plină de putere îngerească...". Apostolul Pavel vorbește de moartea și învierea tainică cu Hristos, de înnoirea vieții și de înfiere prin apa botezului (Romani, 6, 3-11), cum a amintit Domnul în convorbirea Lui cu Nicodim (Ioan, 3, 4, 5).